# ナタリー (歌手)
ナタリー（Natalie、1979年9月2日 - ）は、アメリカ合衆国テキサス州ヒューストンクリアーレイク地区出身のR&B歌手。本名はナタリー・ニコール・アルバラード（Natalie Nicole Alvarado）。
両親ともにメキシコ系アメリカ人で、2人の姉妹と1人の兄弟がいる。以前にNBAのヒューストン・ロケッツチームのチアリーダーをやっていた。また最近では、フランキーJ、ベイビー・バッシュなどのダンサーとしてバックアップダンスを務めた。

## ディスコグラフィー

### アルバム
- ナタリー Natalie（2005年）
- エヴリシング・ニュー Everything New（2006年）

### シングル
- ゴーイン・クレイジー Goin' Crazy（2005年）